# كارول بلوم
كارول بلوم هو لاعب كرة القدم الكندية كندي، ولد في 11 مارس 1928 في أوتاوا في كندا.

## وصلات خارجية
- كارول بلوم على موقع JustSportsStats.com (الإنجليزية)